# Marquesat de Balestrino
El marquesat de Balestrino fou una jurisdicció feudal d'Itàlia sorgida de la fragmentació dels dominis de la família Del Carretto marquesos de Finale, una branca dels aleramici. El marquesat fou concedit a Pirro, un descendent en quarta generació de Carles I Didac, primer marquès de Zuccarello (fill de Jordi, marquès de Finale). Pirró era fill d'Antoni marquès de Zuccarello a la mort del qual (a Zuccarello el 1519) va repartir els dominis entre el seu fill gran Joan Bertomeu, que va rebre Zuccarello (1519-1554); el segon, Pirro, que va rebre Balestrino i Bossolasco com a marquès i les senyories de Serravalle i Bardineto, sent marquès i senyor del 1519 al 1553; i el tercer fill, Gian Enrico, que fou senyor de Boissano (1519 a 1526). Una filla, Mència Caterina, va enllaçar amb Galeot Bernardí de Ceva, que fou marquès de Bossolasco i senyor de Ceresole i de Diano d'Alba.
Pirro va morir en una revolta de la població de Balestrino el 16 de març de 1553 i el va succeir el seu fill gran Joan Antoni que va morir el 30 de juliol de 1574 deixant el marquesat al seu fill Joan Enric que va governar fins a la seva mort a Albenga el 1610. El va succeir el seu fill Octavià I (Octavià Maria) que el 1622 fou senyor de Sormano i el 1643 fou també comte (no immediat) de Garlenda i senyor de Paravenna i de Cisano. Va morir a Albenga el 1651 deixant dues filles i un fill, Domenec Donat I, que el va succeir en tots els títols i va morir també a Albenga a 1687. El successor fou el fill Octavià II que va morir a Torí el 10 d'octubre de 1724, tenint com a successor al seu fill Domenec Donat II, mort a Gènova el 1736 quan el va succeir el seu fill Octavià III que el 1738 va perdre la sobirania que fou concedida al nou regne de Sardenya, i va morir el 1757 sense fills.
El seu germà Joan Enric (nascut 1726) va agafar el títol que va conservar fins a la seva mort el 1804 i va traspassar al seu fill Domenec Donat mort a Torí el 1869, deixant dos fills, herentant els títols el gran Joan Enric (mort el 1874) i al morir sense fills el va heretar el seu germà Vittorio Maria, mort el 1893. El títol va passar al seu fill Domenec Donat (+ el 1954)

## Llista de marquesos
- Pirro 1519-1553
- Joan Antoni 1553-1574
- Joan Enric 1574-1610
- Ocatvià I 1610-1651
- Domenec Donat I 1651-1687
- Octavia II 1687-1724
- Domenec Donat II 1724-1736
- Octavià III 1736-1738
- Al regne de Sardenya 1738